# 잉글랜드의 축구 최상위 리그 우승팀 목록
잉글랜드 1부 프로축구 리그 챔피언 또는 잉글랜드 프로축구 챔피언(English football champions)은 잉글랜드 축구 리그 시스템 상의 최상위 리그에서 우승한 팀을 지칭한다. 1888년부터 1992년까지는 풋볼 리그 1부가 최상위 리그를 담당해왔으며, 1992년부터 오늘날에 이르기까지 프리미어리그가 최상위 리그를 담당하고 있다.

## 역사
1885년에 잉글랜드 축구 협회로부터의 프로 축구의 공인화에 따라, 잉글랜드의 풋볼 리그가 애스턴 빌라의 관리자였던 윌리엄 맥그리거에 의해 1888년에 설립되었다. 이는 전 세계 최초의 프로 리그였다.
1888-89시즌의 종료시에, 프레스턴 노스 엔드가 무패로 우승한 첫 번째 팀이 되었다. 1992년에 1부 디비전의 팀들은 프리미어리그를 구성하여 이전의 풋볼 리그 1부 디비전을 대체하게 되었다.
맨체스터 유나이티드는 알렉스 퍼거슨 감독 시절인 1990년대와 2000년대에 13회의 우승을 추가하며, 20회로 최다 우승 횟수를 기록하고 있다. 1970년대와 1980년대를 주름잡았던 리버풀이 19회 우승을 차지했으며, 그 뒤로는 아스널(13회), 에버턴(9회), 애스턴 빌라(7회), 선덜랜드(6회)가 있다. 선덜랜드는 제2차 세계 대전 이후로 우승하지 못하고 있다.
프레스턴 노스 엔드는 잉글랜드 1부리그로서의 1부 디비전 우승을 한 팀이나 프리미어리그에서는 활동한 적이 없는 팀들이다.
허더스필드의 1924–26, 아스널의 1933–35, 리버풀의 1982–84, 맨체스터 유나이티드의 1999–2001, 2007–2009 우승 기록이 연속 3회 우승 기록이며, 맨체스터 유나이티드는 역사상 최초로 3회 연속 우승을 2번이나 기록하였다.

## 풋볼 리그 1부(1888–1992)
| 시즌        | ● 우승 (횟수)                                  | ● 준우승                                       | ● 3위                                          | 최다 득점자                                                                                    |
| ----------- | ---------------------------------------------- | ---------------------------------------------- | ---------------------------------------------- | ---------------------------------------------------------------------------------------------- |
| 1888 ~ 1992 | 풋볼 리그 1부 (Football League First Division) | 풋볼 리그 1부 (Football League First Division) | 풋볼 리그 1부 (Football League First Division) | 풋볼 리그 1부 (Football League First Division)                                                 |
| 1888-89     | 프레스턴 노스 엔드 (1)                         | 애스턴 빌라                                    | 울버햄프턴 원더러스                            | 존 구달 (프레스턴 노스 엔드, 21골)                                                             |
| 1889-90     | 프레스턴 노스 엔드 (2)                         | 에버턴                                         | 블랙번 로버스                                  | 지미 로스 (프레스턴 노스 엔드, 24골)                                                           |
| 1890-91     | 에버턴 (1)                                     | 프레스턴 노스 엔드                             | 노츠 카운티                                    | 잭 사우스워스 (블랙번 로버스, 26골)                                                            |
| 1891-92     | 선덜랜드 (1)                                   | 프레스턴 노스 엔드                             | 볼턴 원더러스                                  | 존 캠벨 (선덜랜드, 32골)                                                                       |
| 1892-93     | 선덜랜드 (2)                                   | 프레스턴 노스 엔드                             | 에버턴                                         | 존 캠벨 (선덜랜드, 31골)                                                                       |
| 1893-94     | 애스턴 빌라 (1)                                | 선덜랜드                                       | 더비 카운티                                    | 잭 사우스워스 (에버턴, 27골)                                                                   |
| 1894-95     | 선덜랜드 (3)                                   | 에버턴                                         | 애스턴 빌라                                    | 존 캠벨 (선덜랜드, 22골)                                                                       |
| 1895-96     | 애스턴 빌라 (2)                                | 더비 카운티                                    | 에버턴                                         | 조니 캠벨 (애스턴 빌라, 20골) 스티브 블루머 (더비 카운티, 20골)                                |
| 1896-97     | 애스턴 빌라 (3)                                | 셰필드 유나이티드                              | 더비 카운티                                    | 스티브 블루머 (더비 카운티, 22골)                                                              |
| 1897-98     | 셰필드 유나이티드 (1)                          | 선덜랜드                                       | 울버햄프턴 원더러스                            | 프레드 웰던 (애스턴 빌라, 21골)                                                                |
| 1898-99     | 애스턴 빌라 (4)                                | 리버풀                                         | 번리                                           | 스티브 블루머 (더비 카운티, 23골)                                                              |
| 1899-1900   | 애스턴 빌라 (5)                                | 셰필드 유나이티드                              | 선덜랜드                                       | 빌리 개러티 (애스턴 빌라, 27골)                                                                |
| 1900-01     | 리버풀 (1)                                     | 선덜랜드                                       | 노츠 카운티                                    | 스티브 블루머 (더비 카운티, 23골)                                                              |
| 1901-02     | 선덜랜드 (4)                                   | 에버턴                                         | 뉴캐슬 유나이티드                              | 지미 세틀 (에버턴, 18골)                                                                       |
| 1902-03     | 셰필드 웬즈데이 (1)                            | 애스턴 빌라                                    | 선덜랜드                                       | 샘 레이볼드 (리버풀, 31골)                                                                     |
| 1903-04     | 셰필드 웬즈데이 (2)                            | 맨체스터 시티                                  | 에버턴                                         | 스티브 블루머 (더비 카운티, 20골)                                                              |
| 1904-05     | 뉴캐슬 유나이티드 (1)                          | 에버턴                                         | 맨체스터 시티                                  | 앨버트 아서 브라운 (셰필드 유나이티드, 22골)                                                   |
| 1905-06     | 리버풀 (2)                                     | 프레스턴 노스 엔드                             | 셰필드 웬즈데이                                | 앨버트 셰퍼드 (볼턴 원더러스, 26골)                                                            |
| 1906-07     | 뉴캐슬 유나이티드 (2)                          | 브리스톨 시티                                  | 에버턴                                         | 알렉스 영 (에버턴, 30골)                                                                       |
| 1907-08     | 맨체스터 유나이티드 (1)                        | 애스턴 빌라                                    | 맨체스터 시티                                  | 에녹 웨스트 (노팅엄 포리스트, 27골)                                                            |
| 1908-09     | 뉴캐슬 유나이티드 (3)                          | 에버턴                                         | 선덜랜드                                       | 버트 프리먼 (에버턴, 38골)                                                                     |
| 1909-10     | 애스턴 빌라 (6)                                | 리버풀                                         | 블랙번 로버스                                  | 잭 파킨슨 (리버풀, 30골)                                                                       |
| 1910-11     | 맨체스터 유나이티드 (2)                        | 애스턴 빌라                                    | 선덜랜드                                       | 앨버트 셰퍼드 (뉴캐슬 유나이티드, 25골)                                                        |
| 1911-12     | 블랙번 로버스 (1)                              | 에버턴                                         | 뉴캐슬 유나이티드                              | 해리 햄프턴 (애스턴 빌라, 25골) 조지 홀리 (선덜랜드, 25골) 데이빗 맥린 (셰필드 웬즈데이, 25골) |
| 1912-13     | 선덜랜드 (5)                                   | 애스턴 빌라                                    | 셰필드 웬즈데이                                | 데이빗 맥린 (셰필드 웬즈데이, 30골)                                                            |
| 1913-14     | 블랙번 로버스 (2)                              | 애스턴 빌라                                    | 미들즈브러                                     | 조지 엘리엇 (미들즈브러, 32골)                                                                 |
| 1914-15     | 에버턴 (2)                                     | 올덤 애슬레틱                                  | 블랙번 로버스                                  | 바비 파커 (에버턴, 35골)                                                                       |
| 1916-19     | 제1차 세계 대전으로 리그 중단                  | 제1차 세계 대전으로 리그 중단                  | 제1차 세계 대전으로 리그 중단                  | 제1차 세계 대전으로 리그 중단                                                                  |
| 1919-20     | 웨스트 브로미치 앨비언 (1)                     | 번리                                           | 첼시                                           | 프레드 모리스 (웨스트 브로미치 앨비언, 37골)                                                   |
| 1920-21     | 번리 (1)                                       | 맨체스터 시티                                  | 볼턴 원더러스                                  | 조 스미스 (볼턴 원더러스, 38골)                                                                |
| 1921-22     | 리버풀 (3)                                     | 토트넘 홋스퍼                                  | 번리                                           | 앤디 윌슨 (미들즈브러, 31골)                                                                   |
| 1922-23     | 리버풀 (4)                                     | 선덜랜드                                       | 허더스필드 타운                                | 찰리 부체인 (선덜랜드, 30골)                                                                   |
| 1923-24     | 허더스필드 타운 (1)                            | 카디프 시티                                    | 선덜랜드                                       | 윌프 채드윅 (에버턴, 28골)                                                                     |
| 1924-25     | 허더스필드 타운 (2)                            | 웨스트 브로미치 앨비언                         | 볼턴 원더러스                                  | 프랭크 로버츠 (맨체스터 시티, 31골)                                                            |
| 1925-26     | 허더스필드 타운 (3)                            | 아스널                                         | 선덜랜드                                       | 테드 하퍼 (블랙번 로버스, 43골)                                                                |
| 1926-27     | 뉴캐슬 유나이티드 (4)                          | 허더스필드 타운                                | 선덜랜드                                       | 지미 트라터 (셰필드 웬즈데이, 37골)                                                            |
| 1927-28     | 에버턴 (3)                                     | 허더스필드 타운                                | 레스터 시티                                    | 딕시 딘 (에버턴, 60골)                                                                         |
| 1928-29     | 셰필드 웬즈데이 (3)                            | 레스터 시티                                    | 애스턴 빌라                                    | 데이브 할러웨이 (선덜랜드, 43골)                                                               |
| 1929-30     | 셰필드 웬즈데이 (4)                            | 더비 카운티                                    | 맨체스터 시티                                  | 빅 왓슨 (웨스트햄 유나이티드, 41골)                                                            |
| 1930-31     | 아스널 (1)                                     | 애스턴 빌라                                    | 셰필드 웬즈데이                                | 탐 "퐁고" 워링 (애스턴 빌라, 49골)                                                             |
| 1931-32     | 에버턴 (4)                                     | 아스널                                         | 셰필드 웬즈데이                                | 딕시 딘 (에버턴, 44골)                                                                         |
| 1932-33     | 아스널 (2)                                     | 애스턴 빌라                                    | 셰필드 웬즈데이                                | 잭 바워스 (더비 카운티, 35골)                                                                  |
| 1933-34     | 아스널 (3)                                     | 허더스필드 타운                                | 토트넘 홋스퍼                                  | 잭 바워스 (더비 카운티, 34골)                                                                  |
| 1934-35     | 아스널 (4)                                     | 선덜랜드                                       | 셰필드 웬즈데이                                | 테드 드레이크 (아스널, 42골)                                                                   |
| 1935-36     | 선덜랜드 (6)                                   | 더비 카운티                                    | 허더스필드 타운                                | 팻 글로버 (그림스비 타운, 31골) 레이치 카터 (선덜랜드, 31골) 바비 거니 (선덜랜드, 31골)        |
| 1936-37     | 맨체스터 시티 (1)                              | 찰턴 애슬레틱                                  | 아스널                                         | 프레디 스틸 (스토크 시티, 33골)                                                                |
| 1937-38     | 아스널 (5)                                     | 울버햄프턴 원더러스                            | 프레스턴 노스 엔드                             | 토미 로튼 (에버턴, 28골)                                                                       |
| 1938-39     | 에버턴 (5)                                     | 울버햄프턴 원더러스                            | 찰턴 애슬레틱                                  | 토미 로튼 (에버턴, 35골)                                                                       |
| 1940-46     | 제2차 세계 대전으로 인해 리그 중단             | 제2차 세계 대전으로 인해 리그 중단             | 제2차 세계 대전으로 인해 리그 중단             | 제2차 세계 대전으로 인해 리그 중단                                                             |
| 1946-47     | 리버풀 (5)                                     | 맨체스터 유나이티드                            | 울버햄프턴 원더러스                            | 데니스 웨스트콧 (울버햄프턴 원더러스, 37골)                                                    |
| 1947-48     | 아스널 (6)                                     | 맨체스터 유나이티드                            | 번리                                           | 로니 로케 (아스널, 33골)                                                                       |
| 1948-49     | 포츠머스 (1)                                   | 맨체스터 유나이티드                            | 더비 카운티                                    | 윌리 모어 (볼턴 원더러스, 25골)                                                                |
| 1949-50     | 포츠머스 (2)                                   | 울버햄프턴 원더러스                            | 선덜랜드                                       | 딕키 데이비스 (선덜랜드, 25골)                                                                 |
| 1950-51     | 토트넘 홋스퍼 (1)                              | 맨체스터 유나이티드                            | 블랙풀                                         | 스탠 모르텐센 (블랙풀, 30골)                                                                   |
| 1951-52     | 맨체스터 유나이티드 (3)                        | 토트넘 홋스퍼                                  | 아스널                                         | 조지 로블레도 (뉴캐슬 유나이티드, 33골)                                                        |
| 1952-53     | 아스널 (7)                                     | 프레스턴 노스 엔드                             | 울버햄프턴 원더러스                            | 찰리 웨이맨 (프레스턴 노스 엔드, 24골)                                                         |
| 1953-54     | 울버햄프턴 원더러스 (1)                        | 웨스트 브로미치 앨비언                         | 허더스필드 타운                                | 지미 글래저드 (허더스필드 타운, 29골)                                                          |
| 1954-55     | 첼시 (1)                                       | 울버햄프턴 원더러스                            | 포츠머스                                       | 로니 알렌 (웨스트 브로미치 앨비언, 27골)                                                       |
| 1955-56     | 맨체스터 유나이티드 (4)                        | 블랙풀                                         | 울버햄프턴 원더러스                            | 냇 로프트하우스 (볼턴 원더러스, 33골)                                                          |
| 1956-57     | 맨체스터 유나이티드 (5)                        | 토트넘 홋스퍼                                  | 프레스턴 노스 엔드                             | 존 찰스 (리즈 유나이티드, 38골)                                                                |
| 1957-58     | 울버햄프턴 원더러스 (2)                        | 프레스턴 노스 엔드                             | 토트넘 홋스퍼                                  | 바비 스미스 (토트넘 홋스퍼, 36골)                                                              |
| 1958-59     | 울버햄프턴 원더러스 (3)                        | 맨체스터 유나이티드                            | 아스널                                         | 지미 그리브스 (첼시, 33골)                                                                     |
| 1959-60     | 번리 (2)                                       | 울버햄프턴 원더러스                            | 토트넘 홋스퍼                                  | 데니스 바이올렛 (맨체스터 유나이티드, 32골)                                                    |
| 1960-61     | 토트넘 홋스퍼 (2)                              | 셰필드 웬즈데이                                | 울버햄프턴 원더러스                            | 지미 그리브스 (첼시, 41골)                                                                     |
| 1961-62     | 입스위치 타운 (1)                              | 번리                                           | 토트넘 홋스퍼                                  | 레이 크로포드 (입스위치 타운, 33골) 데렉 케반 (웨스트 브로미치 앨비언, 33골)                   |
| 1962-63     | 에버턴 (6)                                     | 토트넘 홋스퍼                                  | 번리                                           | 지미 그리브스 (토트넘 홋스퍼, 37골)                                                            |
| 1963-64     | 리버풀 (6)                                     | 맨체스터 유나이티드                            | 에버턴                                         | 지미 그리브스 (토트넘 홋스퍼, 35골)                                                            |
| 1964-65     | 맨체스터 유나이티드 (6)                        | 리즈 유나이티드                                | 첼시                                           | 앤디 맥에보이 (블랙번 로버스, 29골) 지미 그리브스 (토트넘 홋스퍼, 29골)                        |
| 1965-66     | 리버풀 (7)                                     | 리즈 유나이티드                                | 번리                                           | 윌리 어빈 (번리, 29골)                                                                         |
| 1966-67     | 맨체스터 유나이티드 (7)                        | 노팅엄 포리스트                                | 토트넘 홋스퍼                                  | 론 데이비스 (사우샘프턴, 37골)                                                                 |
| 1967-68     | 맨체스터 시티 (2)                              | 맨체스터 유나이티드                            | 리버풀                                         | 조지 베스트 (맨체스터 유나이티드, 28골) 론 데이비스 (사우샘프턴, 28골)                         |
| 1968-69     | 리즈 유나이티드 (1)                            | 리버풀                                         | 에버턴                                         | 지미 그리브스 (토트넘 홋스퍼, 27골)                                                            |
| 1969-70     | 에버턴 (7)                                     | 리즈 유나이티드                                | 첼시                                           | 제프 애스틀 (웨스트 브로미치 앨비언, 25골)                                                     |
| 1970-71     | 아스널 (8)                                     | 리즈 유나이티드                                | 토트넘 홋스퍼                                  | 토니 브라운 (웨스트 브로미치 앨비언, 28골)                                                     |
| 1971-72     | 더비 카운티 (1)                                | 리즈 유나이티드                                | 리버풀                                         | 프랜시스 리 (맨체스터 시티, 33골)                                                              |
| 1972-73     | 리버풀 (8)                                     | 아스널                                         | 리즈 유나이티드                                | 브라이언 "팝" 롭슨 (웨스트햄 유나이티드, 28골)                                                 |
| 1973-74     | 리즈 유나이티드 (2)                            | 리버풀                                         | 더비 카운티                                    | 믹 채넌 (사우샘프턴, 21골)                                                                     |
| 1974-75     | 더비 카운티 (2)                                | 리버풀                                         | 입스위치 타운                                  | 말콤 맥도널드 (뉴캐슬 유나이티드, 21골)                                                        |
| 1975-76     | 리버풀 (9)                                     | 퀸즈 파크 레인저스                             | 맨체스터 유나이티드                            | 테드 맥두걸 (노리치 시티, 23골)                                                                |
| 1976-77     | 리버풀 (10)                                    | 맨체스터 시티                                  | 입스위치 타운                                  | 말콤 맥도널드 (아스널, 25골) 앤디 그레이 (애스턴 빌라, 25골)                                   |
| 1977-78     | 노팅엄 포리스트 (1)                            | 리버풀                                         | 에버턴                                         | 밥 레이치포드 (에버턴, 30골)                                                                   |
| 1978-79     | 리버풀 (11)                                    | 노팅엄 포리스트                                | 웨스트 브로미치 앨비언                         | 프랭크 워싱턴 (볼턴 원더러스, 24골)                                                            |
| 1979-80     | 리버풀 (12)                                    | 맨체스터 유나이티드                            | 입스위치 타운                                  | 필 보이어 (사우샘프턴, 23골)                                                                   |
| 1980-81     | 애스턴 빌라 (7)                                | 입스위치 타운                                  | 아스널                                         | 피터 위스 (애스턴 빌라, 20골) 스티브 아치볼드 (토트넘 홋스퍼, 20골)                            |
| 1981-82     | 리버풀 (13)                                    | 입스위치 타운                                  | 맨체스터 유나이티드                            | 케빈 키건 (사우샘프턴, 26골)                                                                   |
| 1982-83     | 리버풀 (14)                                    | 왓포드                                         | 맨체스터 유나이티드                            | 루더 블리셋 (왓포드, 27골)                                                                     |
| 1983-84     | 리버풀 (15)                                    | 사우샘프턴                                     | 노팅엄 포리스트                                | 이언 러시 (리버풀, 32골)                                                                       |
| 1984-85     | 에버턴 (8)                                     | 리버풀                                         | 토트넘 홋스퍼                                  | 케리 딕슨 (첼시, 24골) 게리 리네커 (레스터 시티, 24골)                                         |
| 1985-86     | 리버풀 (16)                                    | 에버턴                                         | 웨스트 햄 유나이티드                           | 게리 리네커 (에버턴, 30골)                                                                     |
| 1986-87     | 에버턴 (9)                                     | 리버풀                                         | 토트넘 홋스퍼                                  | 클리브 앨런 (토트넘 홋스퍼, 33골)                                                              |
| 1987-88     | 리버풀 (17)                                    | 맨체스터 유나이티드                            | 노팅엄 포리스트                                | 존 앨드리지 (리버풀, 26골)                                                                     |
| 1988-89     | 아스널 (9)                                     | 리버풀                                         | 노팅엄 포리스트                                | 앨런 스미스 (아스널, 23골)                                                                     |
| 1989-90     | 리버풀 (18)                                    | 애스턴 빌라                                    | 토트넘 홋스퍼                                  | 게리 리네커 (토트넘 홋스퍼, 24골)                                                              |
| 1990-91     | 아스널 (10)                                    | 리버풀                                         | 크리스털 팰리스                                | 앨런 스미스 (아스널, 22골)                                                                     |
| 1991-92     | 리즈 유나이티드 (3)                            | 맨체스터 유나이티드                            | 셰필드 웬즈데이                                | 이언 라이트 (크리스털 팰리스/아스널, 29골)                                                     |

## 프리미어리그(1992–현재)
| 시즌        | ● 우승 (우승 횟수)            | ● 준우승                      | ● 3위                         | 최다 득점자 |
| ----------- | ----------------------------- | ----------------------------- | ----------------------------- | --- |
| 1992 ~ 현재 | 프리미어리그 (Premier League) | 프리미어리그 (Premier League) | 프리미어리그 (Premier League) | 프리미어리그 (Premier League)                                                                                         |
| 1992-93     | 맨체스터 유나이티드 (8)       | 애스턴 빌라                   | 노리치 시티                   | 테디 셰링엄 (노팅엄 포리스트/토트넘 홋스퍼, 22골)                                                                     |
| 1993-94     | 맨체스터 유나이티드 (9)       | 블랙번 로버스                 | 뉴캐슬 유나이티드             | 앤디 콜 (뉴캐슬 유나이티드, 34골)                                                                                     |
| 1994-95     | 블랙번 로버스 (3)             | 맨체스터 유나이티드           | 노팅엄 포레스트               | 앨런 시어러 (블랙번 로버스, 34골)                                                                                     |
| 1995-96     | 맨체스터 유나이티드 (10)      | 뉴캐슬 유나이티드             | 리버풀                        | 앨런 시어러 (블랙번 로버스, 31골)                                                                                     |
| 1996-97     | 맨체스터 유나이티드 (11)      | 뉴캐슬 유나이티드             | 아스널                        | 앨런 시어러 (뉴캐슬 유나이티드, 25골)                                                                                 |
| 1997-98     | 아스널 (11)                   | 맨체스터 유나이티드           | 리버풀                        | 크리스 서턴 (블랙번 로버스, 18골) 디온 더블린 (코번트리 시티, 18골) 마이클 오언 (리버풀, 18골)                        |
| 1998-99     | 맨체스터 유나이티드 (12)      | 아스널                        | 첼시                          | 지미 플로이트 하셀바잉크 (리즈 유나이티드, 18골) 마이클 오언 (리버풀, 18골) 드와이트 요크 (맨체스터 유나이티드, 18골) |
| 1999-2000   | 맨체스터 유나이티드 (13)      | 아스널                        | 리즈 유나이티드               | 케빈 필립스 (선덜랜드, 30골)                                                                                          |
| 2000-01     | 맨체스터 유나이티드 (14)      | 아스널                        | 리버풀                        | 지미 플로이트 하셀바잉크 (첼시, 23골)                                                                                 |
| 2001-02     | 아스널 (12)                   | 리버풀                        | 맨체스터 유나이티드           | 티에리 앙리 (아스널, 24골)                                                                                            |
| 2002-03     | 맨체스터 유나이티드 (15)      | 아스널                        | 뉴캐슬 유나이티드             | 뤼트 판 니스텔로이 (맨체스터 유나이티드, 25골)                                                                        |
| 2003-04     | 아스널 (13)                   | 첼시                          | 맨체스터 유나이티드           | 티에리 앙리 (아스널, 30골)                                                                                            |
| 2004-05     | 첼시 (2)                      | 아스널                        | 맨체스터 유나이티드           | 티에리 앙리 (아스널, 25골)                                                                                            |
| 2005-06     | 첼시 (3)                      | 맨체스터 유나이티드           | 리버풀                        | 티에리 앙리 (아스널, 27골)                                                                                            |
| 2006-07     | 맨체스터 유나이티드 (16)      | 첼시                          | 리버풀                        | 디디에 드로그바 (첼시, 20골)                                                                                          |
| 2007-08     | 맨체스터 유나이티드 (17)      | 첼시                          | 아스널                        | 크리스티아누 호날두 (맨체스터 유나이티드, 31골)                                                                       |
| 2008-09     | 맨체스터 유나이티드 (18)      | 리버풀                        | 첼시                          | 니콜라 아넬카 (첼시, 19골)                                                                                            |
| 2009-10     | 첼시 (4)                      | 맨체스터 유나이티드           | 아스널                        | 디디에 드로그바 (첼시, 29골)                                                                                          |
| 2010-11     | 맨체스터 유나이티드 (19)      | 첼시                          | 맨체스터 시티                 | 디미터르 베르바토프 (맨체스터 유나이티드, 20골) 카를로스 테베스 (맨체스터 시티, 20골)                                 |
| 2011-12     | 맨체스터 시티 (3)             | 맨체스터 유나이티드           | 아스널                        | 로빈 판 페르시 (아스널, 30골)                                                                                         |
| 2012-13     | 맨체스터 유나이티드 (20)      | 맨체스터 시티                 | 첼시                          | 로빈 판 페르시 (맨체스터 유나이티드, 26골)                                                                            |
| 2013-14     | 맨체스터 시티 (4)             | 리버풀                        | 첼시                          | 루이스 수아레스 (리버풀, 31골)                                                                                        |
| 2014-15     | 첼시 (5)                      | 맨체스터 시티                 | 아스널                        | 세르히오 아구에로 (맨체스터 시티, 26골)                                                                               |
| 2015-16     | 레스터 시티 (1)               | 아스널                        | 토트넘 홋스퍼                 | 해리 케인 (토트넘 홋스퍼, 25골)                                                                                       |
| 2016-17     | 첼시 (6)                      | 토트넘 홋스퍼                 | 맨체스터 시티                 | 해리 케인 (토트넘 홋스퍼, 29골)                                                                                       |
| 2017-18     | 맨체스터 시티 (5)             | 맨체스터 유나이티드           | 토트넘 홋스퍼                 | 무함마드 살라흐 (리버풀, 32골)                                                                                        |
| 2018-19     | 맨체스터 시티 (6)             | 리버풀                        | 첼시                          | 사디오 마네 (리버풀, 22골) 피에르 에머릭 오바메양 (아스널, 22골) 모하메드 살라 (리버풀, 22골)                         |
| 2019-20     | 리버풀 (19)                   | 맨체스터 시티                 | 맨체스터 유나이티드           | 제이미 바디 (레스터 시티, 23골)                                                                                       |
| 2020-21     | 맨체스터 시티 (7)             | 맨체스터 유나이티드           | 첼시                          | 해리 케인 (토트넘 홋스퍼, 23골)                                                                                       |
| 2021-22     | 맨체스터 시티 (8)             | 리버풀                        | 첼시                          | 손흥민 (토트넘 홋스퍼, 23골) 모하메드 살라 (리버풀, 23골)                                                             |
| 2022-23     | 맨체스터 시티 (9)             | 아스널                        | 맨체스터 유나이티드           | 엘링 홀란 (맨체스터 시티, 36골)                                                                                       |
| 2023-24     | 맨체스터 시티 (10)            | 아스널                        | 리버풀                        | 엘링 홀란 (맨체스터 시티, 27골)                                                                                       |

## 구단별 우승 횟수
프리미어리그 (1992–현재)에서 우승한 7개팀을 포함하여, 영국 최상위 리그의 타이틀을 획득한 클럽은 총 24개 팀이다. 리스트에 가장 최근에 합류한 클럽은 레스터 시티 (2015–16)로 그 이전에는 노팅엄 포리스트 (1977–78)와 더비 카운티 (1971–72)가 있었다.
굵은 글씨의 팀들은 프리미어리그 2024-25 시즌에 참가하고 있는 클럽이다.
| 클럽                   | 우승 | 준우승 | 우승 연도 |
| ---------------------- | ---- | ------ | --- |
| 맨체스터 유나이티드    | 20   | 16     | 1907–08, 1910–11, 1951–52, 1955–56, 1956–57, 1964–65, 1966–67, 1992–93, 1993–94, 1995–96, 1996–97, 1998–99, 1999–00, 2000–01, 2002–03, 2006–07, 2007–08, 2008–09, 2010–11, 2012–13, |
| 리버풀                 | 19   | 14     | 1900–01, 1905–06, 1921–22, 1922–23, 1946–47, 1963–64, 1965–66, 1972–73, 1975–76, 1976–77, 1978–79, 1979–80, 1981–82, 1982–83, 1983–84, 1985–86, 1987–88, 1989–90, 2019-20           |
| 아스널                 | 13   | 10     | 1930–31, 1932–33, 1933–34, 1934–35, 1937–38, 1947–48, 1952–53, 1970–71, 1988–89, 1990–91, 1997–98, 2001–02, 2003–04                                                                 |
| 맨체스터 시티          | 10   | 6      | 1936–37, 1967–68, 2011–12, 2013–14, 2017–18, 2018-19, 2020-21, 2021-22, 2022-23, 2023-24                                                                                            |
| 에버턴                 | 9    | 7      | 1890–91, 1914–15, 1927–28, 1931–32, 1938–39, 1962–63, 1969–70, 1984–85, 1986–87 |
| 애스턴 빌라            | 7    | 10     | 1893–94, 1895–96, 1896–97, 1898–99, 1899–00, 1909–10, 1980–81 |
| 선덜랜드               | 6    | 5      | 1891–92, 1892–93, 1894–95, 1901–02, 1912–13, 1935–36 |
| 첼시                   | 6    | 4      | 1954–55, 2004–05, 2005–06, 2009–10, 2014–15, 2016–17 |
| 뉴캐슬 유나이티드      | 4    | 2      | 1904–05, 1906–07, 1908–09, 1926–27 |
| 셰필드 웬즈데이        | 4    | 1      | 1902–03, 1903–04, 1928–29, 1929–30 |
| 울버햄프턴 원더러스    | 3    | 5      | 1953–54, 1957–58, 1958–59 |
| 리즈 유나이티드        | 3    | 5      | 1968–69, 1973–74, 1991–92 |
| 허더스필드 타운        | 3    | 3      | 1923–24, 1924–25, 1925–26 |
| 블랙번 로버스          | 3    | 1      | 1911–12, 1913–14, 1994–95 |
| 프레스턴 노스 엔드     | 2    | 6      | 1888–89, 1889–90 |
| 토트넘 홋스퍼          | 2    | 5      | 1950–51, 1960–61 |
| 더비 카운티            | 2    | 3      | 1971–72, 1974–75 |
| 번리                   | 2    | 2      | 1920–21, 1959–60 |
| 포츠머스               | 2    | 0      | 1948–49, 1949–50 |
| 웨스트 브로미치 앨비언 | 1    | 2      | 1919–20 |
| 입스위치 타운          | 1    | 2      | 1961–62 |
| 셰필드 유나이티드      | 1    | 2      | 1897–98 |
| 노팅엄 포리스트        | 1    | 2      | 1977–78 |
| 레스터 시티            | 1    | 1      | 2015–16 |
| 브리스틀 시티          | 0    | 1      | |
| 올덤 애슬레틱          | 0    | 1      | |
| 카디프 시티            | 0    | 1      | |
| 찰턴 애슬레틱          | 0    | 1      | |
| 블랙풀                 | 0    | 1      | |
| 퀸스 파크 레인저스     | 0    | 1      | |
| 왓퍼드                 | 0    | 1      | |
| 사우샘프턴             | 0    | 1      | |

## 같이 보기
- 잉글랜드의 축구 2부리그 우승 구단